# Seleção Russa de Voleibol Feminino
A seleção russa de voleibol feminino é uma equipe europeia composta pelas melhores jogadoras de voleibol da Rússia. A equipe é mantida pela Federação Russa de Voleibol (em língua russa: Всероссийская федерация волейбола). Encontra-se na quinta posição do ranking mundial da FIVB (segundo dados de 7 de agosto de 2017).
Entre 1949 e 1991 as jogadoras russas compuseram a seleção da União Soviética e, em 1992, da CEI. A Rússia é considerada a herdeira histórica dos títulos da União Soviética e da CEI, fazendo com que a mesma seja a maior campeã do voleibol internacional.

## Histórico
Em Jogos Olímpicos, seus melhores resultados como nação independente são duas medalhas de prata, em 2000 e 2004. Em Sydney, as russas perderam a final para Cuba; em Atenas, o time ficou com o vice-campeonato após perder para a Seleção Chinesa. 
No Grand Prix conquistaram três títulos: em 1997, 1999 e 2002. A seleção russa tem o maior número de títulos conquistados desde a União Soviética em Campeonatos Mundiais, Europeus, Copa do Mundo, Grand Prix e Jogos Olímpicos. Como país independente, a Rússia conquistou duas edições do Campeonato Mundial, em 2006 e em 2010, seis Campeonatos Europeus (1993, 1997, 1999, 2001, 2013 e 2015) e uma Copa dos Campeões, em 1997.